# Ninth
Ninth (estilizado em maiúsculas) é o nono álbum de estúdio da banda de rock visual Kei japonesa the GazettE, lançado em 13 de junho de 2018 no Japão e Estados Unidos pela Sony Music Records e na Europa pela JPU Records.

## Produção
A banda escolheu o nome Ninth (nono, em inglês) por ser seu nono álbum de estúdio. A primeira canção a ser completa foi o single promocional "Falling", produzido por Josh Wilbur e lançado em março. De acordo com o baixista Reita, ela começou a ser produzida em dezembro. Todas as letras foram escritas pelo vocalista Ruki. Era planejado que Josh Wilbur produzisse o álbum inteiro, mas isto não foi possível.

## Lançamento e promoção
Foi lançado em três edições: a regular, com apenas o CD de 12 faixas e duas edições limitadas: A em Blu-ray e B em DVD que acompanham o videoclipe de "Falling", seu making-of e um vídeo ao vivo de seu show em comemoração aos 15 anos de banda. A edição lançada pela JPU Records acompanha traduções para o inglês das letras. Quatro turnês de promoção do álbum foram feitas, as três primeiras pelo Japão, e a quarta sendo uma turnê mundial, contando com 16 datas entre 10 países.

## Recepção
Na Europa, o álbum ficou em primeiro lugar nas paradas de rock do iTunes na Bielorrússia, Finlândia, França, Suécia, Turquia, Hungria e Polônia. Ficou no top dez em Portugal, Espanha, Itália, Holanda, Rússia, Eslováquia, Bulgária e Alemanha.
Alcançou a terceira posição nas paradas da Oricon Albums Chart e permaneceu por seis semanas. Na Billboard World Albums, alcançou a sétima posição.

## Faixas
CD
Todas as letras escritas por Ruki. 
| Disco um       |                                     |         |  |
| N.º            | Título                              | Duração |  |
| 1.             | "99.999"                            | 1:17    |  |
| 2.             | "Falling" (Ninth Mix)               | 3:48    |  |
| 3.             | "Ninth Odd Smell"                   | 3:23    |  |
| 4.             | "Gush"                              | 3:27    |  |
| 5.             | "The Mortal"                        | 4:04    |  |
| 6.             | "Utsusemi" (虚蜩)                   | 3:47    |  |
| 7.             | "Sono koe wa moroku" (その声は脆く) | 5:02    |  |
| 8.             | "Babylon's Taboo"                   | 3:35    |  |
| 9.             | "Uragiru Bero" (裏切る舌)           | 3:30    |  |
| 10.            | "Two of a Kind"                     | 4:00    |  |
| 11.            | "Abhor God"                         | 2:58    |  |
| 12.            | "Unfinished"                        | 3:51    |  |
| Duração total: | Duração total:                      | 42:46   |  |

### Faixas bônus de edição limitada
Blu-ray (edição A) ou DVD (edição B)
| Disco dois | |         |  |
| N.º        | Título | Duração |  |
| 1.         | "Falling (Music video)" |         |  |
| 2.         | "MAKING OF "Falling" MUSIC VIDEO" |         |  |
| 3.         | "Full live DVD: Dainihon Itan Geisha “Boudou-ku Gudon no Sakura” (大日本異端芸者「暴動区 愚鈍の桜」) LIVE AT 2017.03.10 National Yoyogi Stadium First Gymnasium" |         |  |

## Ficha técnica
- Ruki – vocais
- Uruha – guitarra solo
- Aoi – guitarra rítmica
- Reita – baixo
- Kai – bateria